# Thomas Lacôte
Thomas Lacôte (* 1982) ist ein französischer Komponist und Organist. 

## Leben
Thomas Lacôte ist Titularorganist an der Kirche La Trinité in Paris, an der Olivier Messiaen über 60 Jahre tätig war. 
Lacôte arbeitete sechs Jahre als Assistent von Michaël Levinas am Pariser Konservatorium, wo er 2014 als Professor für Musikanalyse berufen wurde. Er ist in vielen musikalischen Feldern tätig, sowohl als Komponist, Improvisator, Konzertorganist, Musikforscher und Unterrichtender.
Er gibt zahlreiche Orgelkonzerte und hält Meisterklassen bei Institutionen wie zum Beispiel The Royal College of Organists, Eastman School of Music, Mozarteum Salzburg, Musikakademie Göteborg, Orgelakademie Haarlem, Coservatorio di Bologna.
Als Musikwissenschaftler hat er Forschungsarbeiten zum Werk von Olivier Messiaen betrieben und auch veröffentlicht („Le modèle et l’invention: Olivier Messiaen et la technique de l’emprunt“).
2019 erhielt er den Kompositionspreis der SACEM (Société des Auteurs et Compositeurs Dramatiques).

## Werke (Auswahl)

### Kammermusik
- Cristal de temps für Sopransaxophon und Orgel (2009)[2]
- A fancy (for two to play) für zwei Violinen (2010)[2]
- Rursum funde für Ensemble (6 Spieler) (2016)[2]
- La nuit sera calme für Perkussion und Orgel (2018)[2]
- La voix plus loin für zwei Hörner und Orgel (2019)[2]

### Musik für Tasteninstrumente
- Agencement-Rhizôme für Orgel (2004)[2]
- Études pour Orgue, 1er Cahier (2006–2008)[2]
- Versant tempéré für Orgel (2007–2008)[2]
- Quatre préludes éphémères für Orgel (2010)[2]
- Études pour Orgue, 2ème Cahier (2012–2015)[2]
- Etat de veille für Klavier (2013)[2]
- La supiraile für Clavichord (2014)[2]
- Phteggomai für Orgel (2017)[2]
- Uchronies I für zwei Klaviere (2017–2018)[2]
- Uchronies II für zwei Klaviere (2019–2020)[2]

### Vokalmusik
- Caelestis urbs Jerusalem für zwölf Stimmen (2009)[2]
- Livre de Psaumes für Chor und Orgel (2011)[2]
- Torpeurs für Sopran, Bariton und Streichquartett (2014–2015)[2]
- Quatre Motets für Frauenchor (oder Kinderchor) und Orgel (2013–2018)[2]
- Sept jours für Stimme und Klavier (2020)[2]
- O luna freja für sechs Frauenstimmen (2021)[2]

## CD-Einspielungen (Auswahl)
- 3 Études pour Orgue, Cristal du Temps, Quatre Préludes éphémères, The fifth Hammer, Quatre Improvisations. Auf der CD The fifth Hammer, Ghislain Leroy, Martin Tembremande, Thomas Lacôte, Angèle Dionnau-Kaiser, Antonio Mollica (Ed. Hortus; 2013)
- Quilisma. Auf der CD Segno Presente. Contemporary Organ Works, Marco Cortinovis, Simone Vebber (Da Vinci Classics; 2019)
- Agencement-Rhizôme. Auf der CD Horizon, Wolfgang Kogert (Ed. Cantate; 2022)